# Кае-Казим, Хаким
Хаки́м Ка́е-Кази́м (англ. Hakeem Kae-Kazim, род. 1 октября 1962, Лагос) — английский актёр нигерийского происхождения. Наиболее известен по роли мистера Скотта в телесериале «Чёрные паруса» про «золотой век пиратства».

## Биография
Кае-Казим родился в Лагосе, Нигерия, где провёл раннее детство; затем его семья переехала в Лондон, Англия. Он начал интересоваться актёрской игрой, когда он участвовал в школьных спектаклях и постановках Национального юношеского театра. Тогда он обнаружил в себе «любовь к театру, к актёрской игре». Кае-Казим учился в театральной школе «Олд Вик» в Бристоле, завершив образование в 1987 году. После выпуска ему было предложено место в труппе Королевской шекспировской компании.
После работы в Королевском национальном театре с Брайаном Коксом и Иэном Маккеланом, Хаким Кае-Казим стал появляться на британском телевидении, сыграв в «Чисто английском убийстве», «Испытании и возмездии», а также во многих эпизодах популярного сериала «Грэндж Хилл». Он переехал в Южную Африку, где стал известным телевизионным и киноактёром. Роль Джорджа Рутаганда в фильме «Отель „Руанда“», номинированном на премию «Оскар», принесла ему международную известность.
После успеха «Отеля „Руанда“» Кае-Казим переехал в Лос-Анджелес, что предоставляло больше карьерных возможностей. Он снялся в фильме «Капкан времени» и «Линия фронта» до того, как получил роль капитана Жокара в успешном фильме «Пираты Карибского моря: На краю света». После этого он снялся в блокбастере «Люди Икс: Начало. Росомаха».
Кае-Казим сыграл во многих хитовых телесериалах, среди которых числятся такие шоу, как «Остаться в живых», «Закон и порядок: Специальный корпус» и «Мыслить как преступник». В седьмом сезоне культового сериала «24 часа» и телефильме «24 часа: Искупление» он исполнил роль полковника Айка Дубаку. Он также появился в телесериалах «Готэм» и «Доминион», однако самой продолжительной ролью на телевидении стал мистер Скотт в телесериале «Чёрные паруса». Говоря о своём персонаже, он сообщил, что мистер Скотт основан на пирате Чёрный Цезарь.
В 2016 году Кае-Казим сыграл роль Сэмпсона в мини-сериале «Корни», основанном на одноимённом романе Алекса Хейли.